# ICC World Cup Qualifier 2023
L'ICC World Cup Qualifier 2023 è stato un torneo mondiale di cricket, valido per poter assegnare gli ultimi due posti disponibili per la Coppa del Mondo 2023. La vittoria finale è andata alla nazionale dello Sri Lanka, per la seconda volta nella storia.

## Formula
La formula ricalca esattamente la stessa di quattro anni prima. Le dieci squadre qualificate si affrontano in due gironi all'italiana con partite di sola andata. Le prime tre classificate di ogni gruppo avanzano in una nuova fase a gironi detta Super Six in cui le squadre giocano tre ulteriori partite contro le squadre provenienti dall'altro girone, portandosi dietro i risultati conseguiti nel primo turno. Le prime quattro squadre avanzano si affrontano in semifinali incrociate (1°-4° e 2°-3°). Le vincenti disputano la finalissima. Non è prevista una finale per il terzo e quarto posto. Sono invece previsti dei round a eliminazione diretta per le squadre eliminate al primo turno.

## Qualificazioni

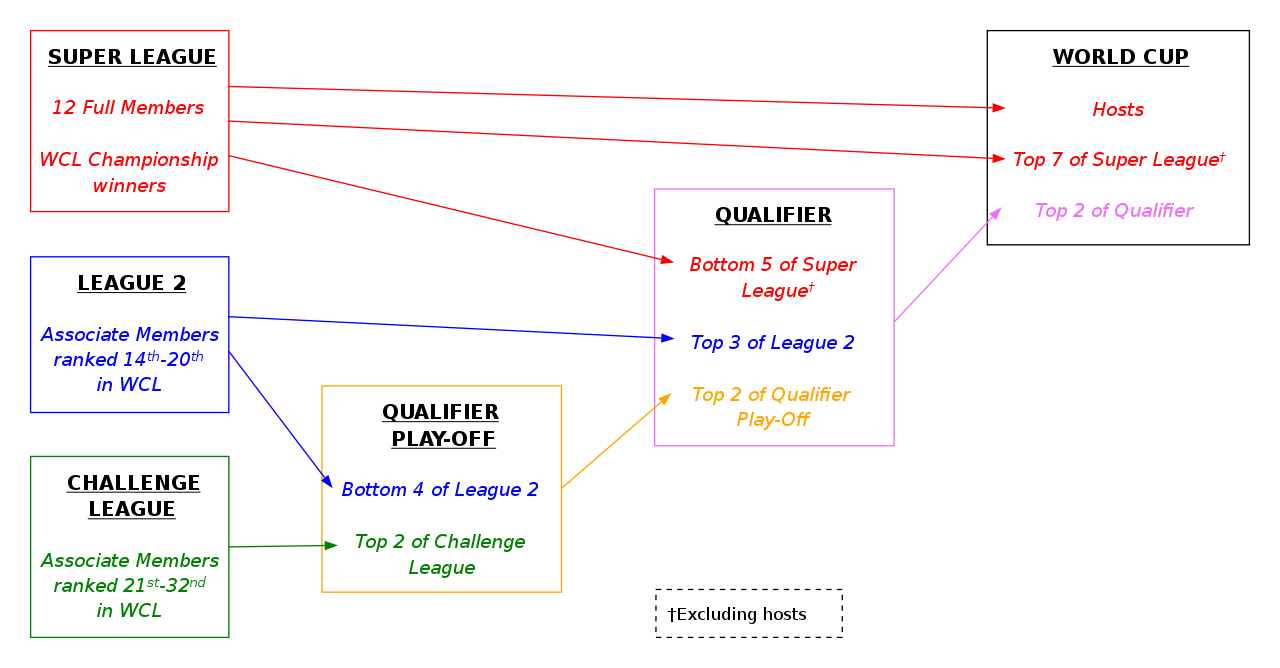
Diagramma che illustra le fasi di qualificazione alla Coppa del mondo 2023

| Metodo di qualificazione                            | Date                            | Sede    | Posti | Qualificate                                              |
| --------------------------------------------------- | ------------------------------- | ------- | ----- | -------------------------------------------------------- |
| Ultime 5 classificate della Super League 2020-2023  | 30 luglio 2020 – 14 maggio 2023 | Varie   | 5     | Irlanda Paesi Bassi Sri Lanka Indie Occidentali Zimbabwe |
| Prime 3 classificate della Super League 2 2019-2023 | 14 agosto 2019 – 16 marzo 2023  | Varie   | 3     | Nepal Oman Scozia                                        |
| Tornei di qualificazione                            | 26 marzo – 5 aprile 2023        | Namibia | 2     | Emirati Arabi Uniti Stati Uniti                          |
| Totale                                              |                                 |         | 10    |                                                          |

## Stadi
Il torneo si è svolto in due città: Harare e Bulawayo. Ognuna delle due città ha messo a disposizione due impianti.
| Harare             | Harare                  | Bulawayo           | Bulawayo               |
| ------------------ | ----------------------- | ------------------ | ---------------------- |
| Harare Sports Club | Takashinga Cricket Club | Queens Sports Club | Bulawayo Athletic Club |
| Capacità: 10.000   | Capacità: –             | Capacità: 13.000   | Capacità: 12.000       |

## Torneo

### Primo Turno

#### Gruppo A

##### Partite
| Data           | Luogo                          | In battuta                                           | Al lancio                                       | Risultato                                           |
| -------------- | ------------------------------ | ---------------------------------------------------- | ----------------------------------------------- | --------------------------------------------------- |
| 18 giugno 2023 | Harare Sports Club Harare      | Nepal 290/8 (50 overs)                               | Zimbabwe 291/2 (44.1 overs)                     | ZIM vince di 8 wickets Referto                      |
| 18 giugno 2023 | Takashinga Cricket Club Harare | Indie Occidentali 297 (49.3 overs)                   | Stati Uniti 258/7 (50 overs)                    | WIN vince di 39 runs Referto                        |
| 20 giugno 2023 | Harare Sports Club Harare      | Paesi Bassi 315/6 (50 overs)                         | Zimbabwe 319/4 (40.5 overs)                     | ZIM vince di 6 wickets Referto                      |
| 20 giugno 2023 | Takashinga Cricket Club Harare | Stati Uniti 207 (49 overs)                           | Nepal 211/4 (43 overs)                          | NEP vince di 6 wickets Referto                      |
| 22 giugno 2023 | Harare Sports Club Harare      | Indie Occidentali 339/7 (50 overs)                   | Nepal 238 (49.4 overs)                          | WIN vince di 101 runs Referto                       |
| 22 giugno 2023 | Takashinga Cricket Club Harare | Stati Uniti 211/8 (50 overs)                         | Paesi Bassi 214/5 (43.2 overs)                  | NED vince di 5 wickets Referto                      |
| 24 giugno 2023 | Harare Sports Club Harare      | Zimbabwe 268 (49.5 overs)                            | Indie Occidentali 233 (44.4 overs)              | ZIM vince di 35 runs Referto                        |
| 24 giugno 2023 | Takashinga Cricket Club Harare | Nepal 167 (44.3 overs)                               | Paesi Bassi 168/3 (27.1 overs)                  | NED vince di 7 wickets Referto                      |
| 26 giugno 2023 | Harare Sports Club Harare      | Zimbabwe 408/6 (50 overs)                            | Stati Uniti 104 (25.1 overs)                    | ZIM vince di 304 runs Referto                       |
| 26 giugno 2023 | Takashinga Cricket Club Harare | Indie Occidentali 374/6 (50 overs) - Super Over: 8/2 | Paesi Bassi 374/9 (50 overs) - Super Over: 30/0 | PARITÀ - NED vince di 22 runs al Super Over Referto |

##### Classifica
| Squadre           | G | V | P | Par | NR | Pti | NRR    | Esito                                        |
| ----------------- | - | - | - | --- | -- | --- | ------ | -------------------------------------------- |
| Zimbabwe          | 4 | 4 | 0 | 0   | 0  | 8   | +2,241 | Qualificati al Super Six                     |
| Paesi Bassi       | 4 | 3 | 1 | 0   | 0  | 6   | +0,669 | Qualificati al Super Six                     |
| Indie Occidentali | 4 | 2 | 2 | 0   | 0  | 4   | –0,525 | Qualificati al Super Six                     |
| Nepal             | 4 | 1 | 3 | 0   | 0  | 2   | –1,171 | Qualificati per il torneo per il VII-X posto |
| Stati Uniti       | 4 | 0 | 4 | 0   | 0  | 0   | –2,164 | Qualificati per il torneo per il VII-X posto |

#### Gruppo B

##### Partite
| Data           | Luogo                           | In battuta                           | Al lancio                            | Risultato                       |
| -------------- | ------------------------------- | ------------------------------------ | ------------------------------------ | ------------------------------- |
| 19 giugno 2023 | Queens Sports Club Bulawayo     | Sri Lanka 355/6 (50 overs)           | Emirati Arabi Uniti 180 (39 overs)   | SRI vince di 175 runs Referto   |
| 19 giugno 2023 | Bulawayo Athletic Club Bulawayo | Irlanda 281/7 (50 overs)             | Oman 285/5 (48.1 overs)              | OMN vince di 5 wickets Referto  |
| 21 giugno 2023 | Queens Sports Club Bulawayo     | Irlanda 286/8 (50 overs)             | Scozia 289/9 (50 overs)              | SCO vince di 1 wicket Referto   |
| 21 giugno 2023 | Bulawayo Athletic Club Bulawayo | Emirati Arabi Uniti 227/8 (50 overs) | Oman 228/5 (46 overs)                | OMN vince di 5 wickets Referto  |
| 23 giugno 2023 | Queens Sports Club Bulawayo     | Oman 98 (30.2 overs)                 | Sri Lanka 100/0 (15 overs)           | SRI vince di 10 wickets Referto |
| 23 giugno 2023 | Bulawayo Athletic Club Bulawayo | Scozia 282/8 (50 overs)              | Emirati Arabi Uniti 171 (35.3 overs) | SCO vince di 111 runs Referto   |
| 25 giugno 2023 | Queens Sports Club Bulawayo     | Sri Lanka 325 (49.5 overs)           | Irlanda 192 (31 overs)               | SRI vince di 133 runs Referto   |
| 25 giugno 2023 | Bulawayo Athletic Club Bulawayo | Scozia 320 (50 overs)                | Oman 244/9 (50 overs)                | SCO vince di 76 runs Referto    |
| 27 giugno 2023 | Queens Sports Club Bulawayo     | Sri Lanka 245 (49.3 overs)           | Scozia 163 (29 overs)                | SRI vince di 82 runs Referto    |
| 27 giugno 2023 | Bulawayo Athletic Club Bulawayo | Irlanda 349/4 (50 overs)             | Emirati Arabi Uniti 211 (39 overs)   | IRL vince di 138 runs Referto   |

##### Classifica
| Squadre             | G | V | P | Par | NR | Pti | NRR    | Esito                                        |
| ------------------- | - | - | - | --- | -- | --- | ------ | -------------------------------------------- |
| Sri Lanka           | 4 | 4 | 0 | 0   | 0  | 8   | +3,047 | Qualificati al Super Six                     |
| Scozia              | 4 | 3 | 1 | 0   | 0  | 6   | +0,540 | Qualificati al Super Six                     |
| Oman                | 4 | 2 | 2 | 0   | 0  | 4   | –1,221 | Qualificati al Super Six                     |
| Irlanda             | 4 | 1 | 3 | 0   | 0  | 2   | –0,061 | Qualificati per il torneo per il VII-X posto |
| Emirati Arabi Uniti | 4 | 0 | 4 | 0   | 0  | 0   | –2,249 | Qualificati per il torneo per il VII-X posto |

### Torneo di consolazione
|  | Semifinali | Semifinali          | Semifinali |       |         | Finale  | Finale | Finale |  |
|  |            |                     |            |       |         |         |        |        |  |
|  | 1          | Stati Uniti         | 196        |       |         |         |        |        |  |
|  | 1          | Stati Uniti         | 196        |       |         |         |        |        |  |
|  | 4          | Irlanda             | 197/4      |       |         |         |        |        |  |
|  | 4          | Irlanda             | 197/4      |       | Irlanda | Irlanda | 269/8  |        |  |
|  |            |                     |            |       | Irlanda | Irlanda | 269/8  |        |  |
|  |            |                     | Nepal      | Nepal | 268/9   |         |        |        |  |
|  | 2          | Emirati Arabi Uniti | Nepal      | Nepal | 268/9   | 181     |        |        |  |
|  | 2          | Emirati Arabi Uniti |            |       |         |         |        |        |  |
|  | 3          | Nepal               | 185/7      |       |         |         |        |        |  |

#### Semifinali
| Data           | Luogo                          | In battuta                           | Al lancio                  | Risultato                      |
| -------------- | ------------------------------ | ------------------------------------ | -------------------------- | ------------------------------ |
| 30 giugno 2023 | Takashinga Cricket Club Harare | Stati Uniti 196 (42.4 overs)         | Irlanda 197/4 (34.2 overs) | IRL vince di 6 wickets Referto |
| 2 luglio 2023  | Takashinga Cricket Club Harare | Emirati Arabi Uniti 181 (46.5 overs) | Nepal 185/7 (43.2 overs)   | NEP vince di 3 wickets Referto |

#### Finale IX posto
| Data          | Luogo                          | In battuta                           | Al lancio                    | Risultato                  |
| ------------- | ------------------------------ | ------------------------------------ | ---------------------------- | -------------------------- |
| 4 luglio 2023 | Takashinga Cricket Club Harare | Emirati Arabi Uniti 308/4 (50 overs) | Stati Uniti 307/9 (50 overs) | UAE vince di 1 run Referto |

#### Finale per il VII posto
| Data          | Luogo                          | In battuta             | Al lancio                  | Risultato                      |
| ------------- | ------------------------------ | ---------------------- | -------------------------- | ------------------------------ |
| 6 luglio 2023 | Takashinga Cricket Club Harare | Nepal 268/9 (50 overs) | Irlanda 269/8 (49.2 overs) | IRL vince di 2 wickets Referto |

### Super Six

#### Partite
| Data           | Luogo                       | In battuta                         | Al lancio                            | Risultato                                 |
| -------------- | --------------------------- | ---------------------------------- | ------------------------------------ | ----------------------------------------- |
| 29 giugno 2023 | Queens Sports Club Bulawayo | Zimbabwe 332/7 (50 overs)          | Oman 318/9 (50 overs)                | ZIM vince di 14 runs Referto              |
| 30 giugno 2023 | Queens Sports Club Bulawayo | Sri Lanka 213 (47.4 overs)         | Paesi Bassi 192 (40 overs)           | SRI vince di 21 runs Referto              |
| 1º luglio 2023 | Harare Sports Club Harare   | Indie Occidentali 181 (43.5 overs) | Scozia 185/3 (43.3 overs)            | SCO vince di 7 wickets Referto            |
| 2 luglio 2023  | Queens Sports Club Bulawayo | Zimbabwe 165 (32.2 overs)          | Sri Lanka 169/1 (33.1 overs)         | SRI vince di 9 wickets Referto            |
| 3 luglio 2023  | Harare Sports Club Harare   | Paesi Bassi 362/7 (48 overs)       | Oman 246/6 (44 overs)                | NED vince di 74 runs (Metodo DLS) Referto |
| 4 luglio 2023  | Queens Sports Club Bulawayo | Scozia 234/8 (50 overs)            | Zimbabwe 203 (41.1 overs)            | SCO vince di 31 runs Referto              |
| 5 luglio 2023  | Harare Sports Club Harare   | Oman 221/9 (50 overs)              | Indie Occidentali 222/3 (39.4 overs) | WIN vince di 7 wickets Referto            |
| 6 luglio 2023  | Queens Sports Club Bulawayo | Scozia 277/9 (50 overs)            | Paesi Bassi 278/6 (42.5 overs)       | NED vince di 4 wickets Referto            |
| 7 luglio 2023  | Harare Sports Club Harare   | Indie Occidentali 243 (48.1 overs) | Sri Lanka 244/2 (44.2 overs)         | SRI vince di 8 wickets Referto            |

#### Classifica
| Squadre           | G | V | P | Par | NR | Pti | NRR    | Esito                                               |
| ----------------- | - | - | - | --- | -- | --- | ------ | --------------------------------------------------- |
| Sri Lanka         | 5 | 5 | 0 | 0   | 0  | 10  | +1,600 | Qualificate alla finale e alla Coppa del Mondo 2023 |
| Paesi Bassi       | 5 | 3 | 2 | 0   | 0  | 6   | +0,160 | Qualificate alla finale e alla Coppa del Mondo 2023 |
| Scozia            | 5 | 3 | 2 | 0   | 0  | 6   | +0,102 |                                                     |
| Zimbabwe          | 5 | 3 | 2 | 0   | 0  | 5   | -0,099 |                                                     |
| Indie Occidentali | 5 | 1 | 4 | 0   | 0  | 2   | -0,204 |                                                     |
| Oman              | 5 | 0 | 5 | 0   | 0  | 2   | –1,895 |                                                     |

### Finale
| Data          | Luogo                       | In battuta                 | Al lancio                    | Risultato                     |
| ------------- | --------------------------- | -------------------------- | ---------------------------- | ----------------------------- |
| 9 luglio 2023 | Harare Sports Club Zimbabwe | Sri Lanka 233 (47.5 overs) | Paesi Bassi 105 (23.3 overs) | SRI vince di 128 runs Referto |